# 北河一
雙子座ρ，又名BD+32 1562，HD 58946、SAO 60118、HR 2852，是雙子座的一颗恒星，视星等为4.18，位于銀經187.14，銀緯21.34，其B1900.0坐标为赤經7h 22m 40.8s，赤緯+31° 21.34′ 0″。